# Alexander Ariʻipaea Salmon
Alexander Ari'ipaea Vehiaitipare Salmon Jr. (1855–1914) fue el copropietario inglés-judío-tahitiano de las plantaciones Maison Brander en Tahití y gobernante de facto de Isla de Pascua desde 1878 hasta su cesión a Chile en 1888.

## Familia
El padre de Salmon, Alexander Salmon (Solomon, 1822–1866), fue un comerciante judío inglés. Mientras era secretario de Pōmare IV de Tahití, se enamoró de su hermana adoptiva de veinte años, Oehau. Durante tres días, la reina suspendió la ley que prohibía a un tahitiano casarse con un extranjero, otorgó a la princesa Oehau el título de ari'i Taimai, y se casaron.
Su hija, la hermana de Salmon, Johanna Marau Ta'aroa (1846–1934), se casó con su tío, el futuro rey Pōmare V, y fue gobernante de facto como reina Marau (1877–1880) hasta que abdicó ante el gobierno colonial francés. Otra hija se casó con el comerciante escocés John Brander.
Alexander Ariʻipaea Salmon fue su hijo, Alexander Jr., conocido como "Pa'ea" (Mangarevano para 'cojear'). Heredó los intereses comerciales de su padre y se convirtió en copropietario con Brander de las plantaciones de copra y aceite de coco Maison Brander en Tahití, las Islas Marquesas, y las Islas Cook.

## Isla de Pascua
Maison Brander poseía un gran rancho de ovejas en la Isla de Pascua para la exportación de lana. El rancho era gestionado por el ambicioso asesino convicto Jean-Baptiste Dutrou-Bornier, quien había adquirido tierras adicionales y nombrado a su esposa Rapanui "Reina". Este fue el punto más bajo en la historia de la isla; para 1872, su población residente se había reducido a 111.
En 1871, Alexander Jr. había aprendido rudimentos del idioma rapanui de sus cientos de trabajadores de la Isla de Pascua en la plantación de cocos de Mahina en Tahití. En 1877, la reina Pōmare IV murió, y la hermana de Alexander se convirtió en regente. John Brander también murió ese año, y Dutrou-Bornier fue asesinado. Alexander se dirigió a la Isla de Pascua para gestionar la estación de ovejas alrededor de octubre de 1878 con veinte trabajadores tahitianos y un número desconocido de rapanui cuyos contratos habían expirado y dirigió la isla durante una década. Introdujo el coco, el primer árbol de tamaño considerable en la isla desde su deforestación dos siglos antes, aparte de algunos árboles frutales en la misión católica SSCC y la finca de Dutrou-Bornier.
Salmon regresó a Tahití en 1883–1884 por negocios. A su regreso a la Isla de Pascua, compró toda la tierra restante, aparte de la misión SSCC en Hanga Roa. Como propietario de casi toda la isla y única fuente de empleo, Salmon fue el gobernante de facto.
Como no era un hombre religioso y era judío, los sacerdotes no lo querían, especialmente Hippolyte Roussel, quien había sido obligado a abandonar la isla en 1871 debido a conflictos con Dutrou-Bornier, pero quien la visitó nuevamente en 1879. El obispo Jaussen en Tahití nombró a un rapanui, Atamu te Kena, "rey" para proteger los intereses de la iglesia de Maison Brander, pero Salmon lo ignoró y nunca tuvo ninguna influencia. Sin embargo, Salmon era un hombre honesto y sinceramente interesado en el bienestar de la gente, y la población comenzó a recuperarse. Esta fue la era de la fuerte influencia tahitiana en el idioma y la cultura rapanui.
Además de las exportaciones de lana, Salmon desarrolló una industria turística. Fomentó la fabricación de obras de arte rapanui, incluidas inscripciones de rongorongo de imitación, y ayudó a venderlas a los barcos que pasaban por buenos precios como artefactos culturales, aunque nunca afirmó que fueran genuinas. Los artesanos conocían las tasas de cambio de divisas y podían tratar con europeos y estadounidenses en sus propios términos.
Salmon sirvió como informante principal para las expediciones arqueológicas británicas y alemanas a la isla en 1882 y para los estadounidenses en 1886, como guía, traductor y hotelero.
Cooke, cirujano del USS Mohican, que ancló en diciembre de 1886, dijo:"El Sr. Salmon, quien es guía, filósofo y amigo de estas personas, une en su persona (y siendo un gigante en estatura, puede contener bien todo esto) las funciones de árbitro, mediador y juez. Ellos muestran el mayor respeto por él; evidencian el máximo afecto; lo consideran su maestro; van a él con todos sus problemas; le refieren todas sus disputas y agravios. Su palabra es ley, y sus decisiones son finales e indiscutidas."
La información que proporcionó Salmon, a pesar de su calidad a menudo deficiente, sigue siendo una de las más importantes del período histórico temprano de la Isla de Pascua. También envió tres tabletas genuinas de rongorongo al esposo de su sobrina, Heinrich August Schlubach, el cónsul alemán de Valparaíso, que ahora se encuentran en Viena y Berlín.

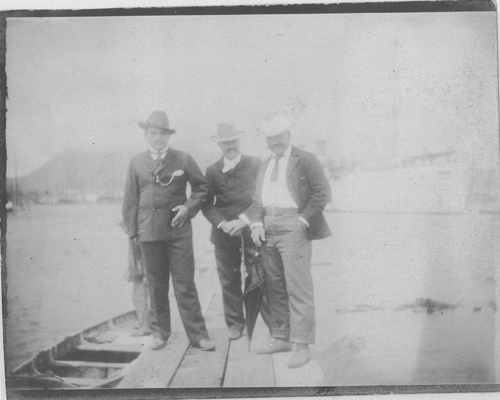
Salmon con el príncipe hawaiano Príncipe Kūhiō en 1907

Salmon vendió las propiedades de Brander en la Isla de Pascua al gobierno chileno el 2 de enero de 1888 y firmó como testigo de la cesión de la isla. Regresó a Tahití en diciembre de ese año. Se fue a las remotas Islas Tuamotu después de ser arrestado y encarcelado por agresión y lesiones. Recogió las historias orales de la gente de las Tuamotu. Se mudó a San Francisco en su vida posterior y estuvo involucrado en un plan para casarse con la ex reina Liliuokalani de Hawái, quien afirmó que había estado comprometido con ella desde su nacimiento. El complot fue simplemente un atraco para tomar el dinero de Liliuokalani y pagar su deuda. Murió en 1914.